# Aleksander Rudazow
Aleksander Walentynowicz Rudazow, ros. Александр Валентинович Рудазов (ur. 1 kwietnia 1981 w Kujbyszewie) – rosyjski pisarz fantastyki.
Jego powieść Arcymag, wydana w 2005 roku, zdobyła w tym samym roku nagrodę "Miecz bez imienia" wydawnictwa Armada oraz zajęła III miejsce w kategorii "Najlepszy debiut książkowy" na festiwalu fantastycznym Gwiezdny most 2005.